# Akyol, Silvan
Akyol là một xã thuộc huyện Silvan, tỉnh Diyarbakır, Thổ Nhĩ Kỳ. Dân số thời điểm năm 2008 là 179 người.